# سمندر متطور
السمندر المتطور (الاسم العلمي: Salamandroidea)، وهي رتيبة من السمندر. تتواجد في جميع أنحاء العالم باستثناء القارة القطبية الجنوبية، وجنوب الصحراء الكبرى، وأوقيانوسيا. وهي تختلف عن رتيبة السمندر البدائي فإن عظام الزاوي وما حول مفصل الفك السفلي مدمجة، وجميع أعضاء هذه الرتيبة ذات إخصاب داخلي. يتم تخصيب الأنثى عن طريق محفظة منوية تضعها الذكور في مجرورها. يتم تخزين الحيوانات المنوية في حاوية على سطح المجرور إلى أن تحاجة وقت وضع البيض.